# گورگن گابریلیان (بازیگر)
گورگن باخشی گابریلیان (ارمنی: Գուրգեն Բախշիի Գաբրիելյան؛ ۳ دسامبر ۱۹۰۳ – ۲۳ مارس ۱۹۵۶) یک بازیگر اهل ارمنستان بود. وی بین سال‌های ۱۹۳۴ تا ۱۹۵۶ میلادی فعالیت می‌کرد.

## زندگی‌نامه
وی در ۳ دسامبر ۱۹۰۳ در شوشی به دنیا آمد . وی همچنین برنده جوایزی همچون جایزه استالین، هنرمند شایسته ارمنستان شوروی و هنرمند مردمی ارمنستان شوروی شد. وی در ۲۳ مارس ۱۹۵۰ در سن ۴۶ سالگی در ایروان درگذشت.

## گزیده فیلمشناسی
از فیلم‌ها یا برنامه‌های تلویزیونی که وی در آن نقش داشته‌است می‌توان به آثار زیر اشاره کرد:
- گیکور (۱۹۳۴)
- پپو (۱۹۳۵)
- کارو (۱۹۳۷)
- زانگزور (۱۹۳۸)
- دختر دشت آرارات (۱۹۴۹)
- راز دریاچه کوهستان (۱۹۵۴)
- برای شرف (۱۹۵۶)

## نگارخانه

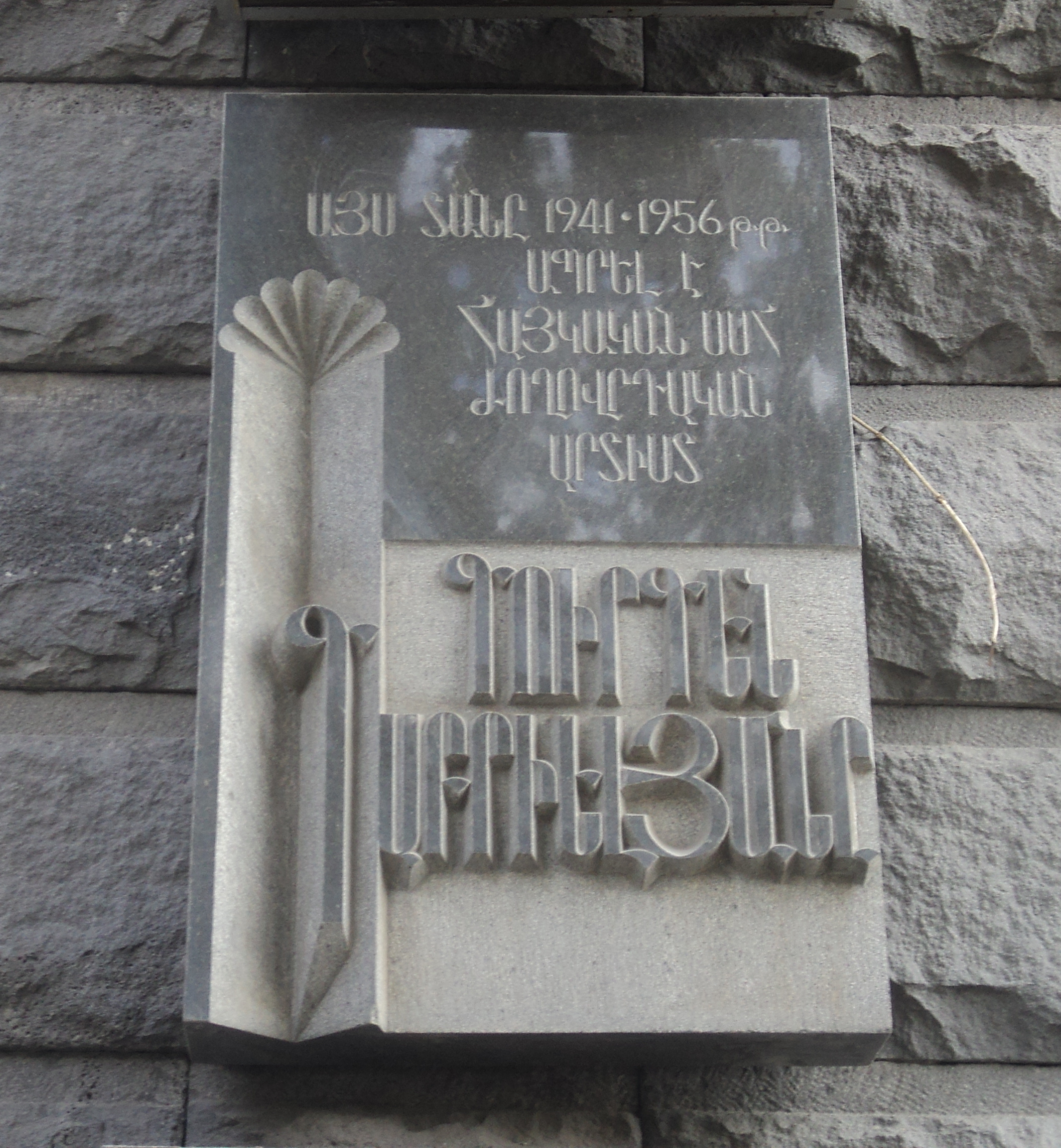
پلاک گورگن گابریلیان